# 苦海女神龍 (李翊君專輯)
《苦海女神龍》是台灣歌手李翊君發行的第二張台語流行音樂專輯，是首張全以台語歌曲收錄的專輯，收錄多首1970年代黃俊雄布袋戲中的插曲，其中同名主打歌《苦海女神龍》引起廣大回響，銷售量逾7白金，入圍第六屆金曲獎最佳方言女歌手獎。

## 曲目
1. 苦海女神龍
2. 碎心戀
3. 看破愛別人
4. 人客的要求
5. 愛你入骨
6. 一粒流星
7. 為錢賭性命
8. 悲戀的酒杯
9. 後街人生
10. 媽媽歌星
11. 母啊喂
12. 口白
13. 何日君再來